# 文斐
文斐（1872年—1943年），字牧希，一字幻园。湖南醴陵东堡土埠桥人。中国民主革命家，中华民国政治人物。

## 生平
文斐是清朝附生，早年入长沙城南书院。清朝光绪二十九年（1903年），湖南师范馆成立，同年和城南书院合并建立湖南全省师范学堂，文斐仍为学堂学生。1904年，该学堂被拆分，其中在长沙成立了湖南中路师范学堂，文斐为该学堂学生。
光绪三十一年（1905年），文斐留学日本,入正则预备科，（后说入东京铁道学校学习铁路工程），在学习期间和焦达峰成为好友。1905年，他参加了中国同盟会。光绪三十二年（1907年）夏回国后，他曾任湖南渌江中学堂监督，后来他又回到日本继续学习。光绪三十四年（1909年）他毕业归国，任湖南铁路学堂（创建于1909年冬）教员（龙毓峻任教务长），后任教务长。宣统二年（1910年）冬，他和曾杰、龙毓峻等重组中国同盟会湖南支部，他任支部长。1911年春，他参与组织湘路协赞会。他还兼任湘路公司协理，力主湘路商办。
1911年武昌起义爆发之后，文斐秘密约集革命党人配合焦达峰、陈作新，成功光复长沙，湖南宣布独立。焦达峰、陈作新遇害之后，谭延闿任湖南都督，谭任命文斐为第二镇参谋长，经营江西。后来他奉命援助湖北武汉。袁世凯任中华民国临时大总统后，他辞去军职。长沙光复后，同盟会派人接手《长沙日报》，不久，文斐继颜昌峣之后于1911年任该报总理。
二次革命爆发后，他和程潜等人起兵讨伐袁世凯。二次革命失败后，他流亡日本，在东京加入中华革命党。他还和黄兴等人共同组织政法学校。1915年，袁世凯称帝，他秘密潜回湖南，企图策划反袁起义，却被捕入狱。1916年，袁世凯去世，他获释。1917年，他任粤汉铁路局局长。谭延闿第二次和第三次在湖南掌权时，他均任湖南省公署顾问。1927年，他任永兴县县长。
抗日战争时期，他任湖南省临时参议院参议员，醴陵救济院院长。
1943年，文斐病逝。

## 著作
- 《醴陵瓷业考》
- 《醴陵县誌丛书》
- 《北洋军阀史考》